# Francesco Maria Pratilli
Francesco Maria Pratilli (Santa Maria Capua Vetere, 10 ottobre 1689 – Napoli, 30 novembre 1763) è stato un prete, archeologo e antiquario italiano, membro dell'Accademia Ercolanese, noto per il suo lavoro di realizzazione di falsi documentali e fonti primarie apocrife.

## Biografia
Laureato in scienze sacre e profane all'Università di Napoli, fu canonico della cattedrale di Capua e seppe abilmente condurre in porto le missioni che il cardinale Niccolò Caracciolo (1703-1728), arcivescovo di quella città, gli affidò presso i viceré e i nunzi apostolici a Napoli nonché presso il cardinale Vincenzo Maria Orsini a Benevento anche quando quest'ultimo fu eletto pontefice (Benedetto XIII, 1724-1730). Morto il cardinal Caracciolo, suo mentore, Pratilli rinunciò al canonicato di Capua e si stabilì a Napoli, dove visse dedicandosi interamente agli studi di storia e archeologia, con i quali si conquistò una solida fama di studioso. La sua opera in campo archeologico si concentrò soprattutto sullo studio delle vie romane e della numismatica; mentre in campo più schiettamente storico si occupò sia della città di Capua, sia di redigere una biografia di Tommaso d'Aquino e della sua famiglia. In riconoscimento delle sue qualità, Carlo III di Borbone lo nominò socio dell'Accademia Ercolanense, dove ebbe come colleghi alcuni dei più eminenti filologi del tempo.

## Critiche postume

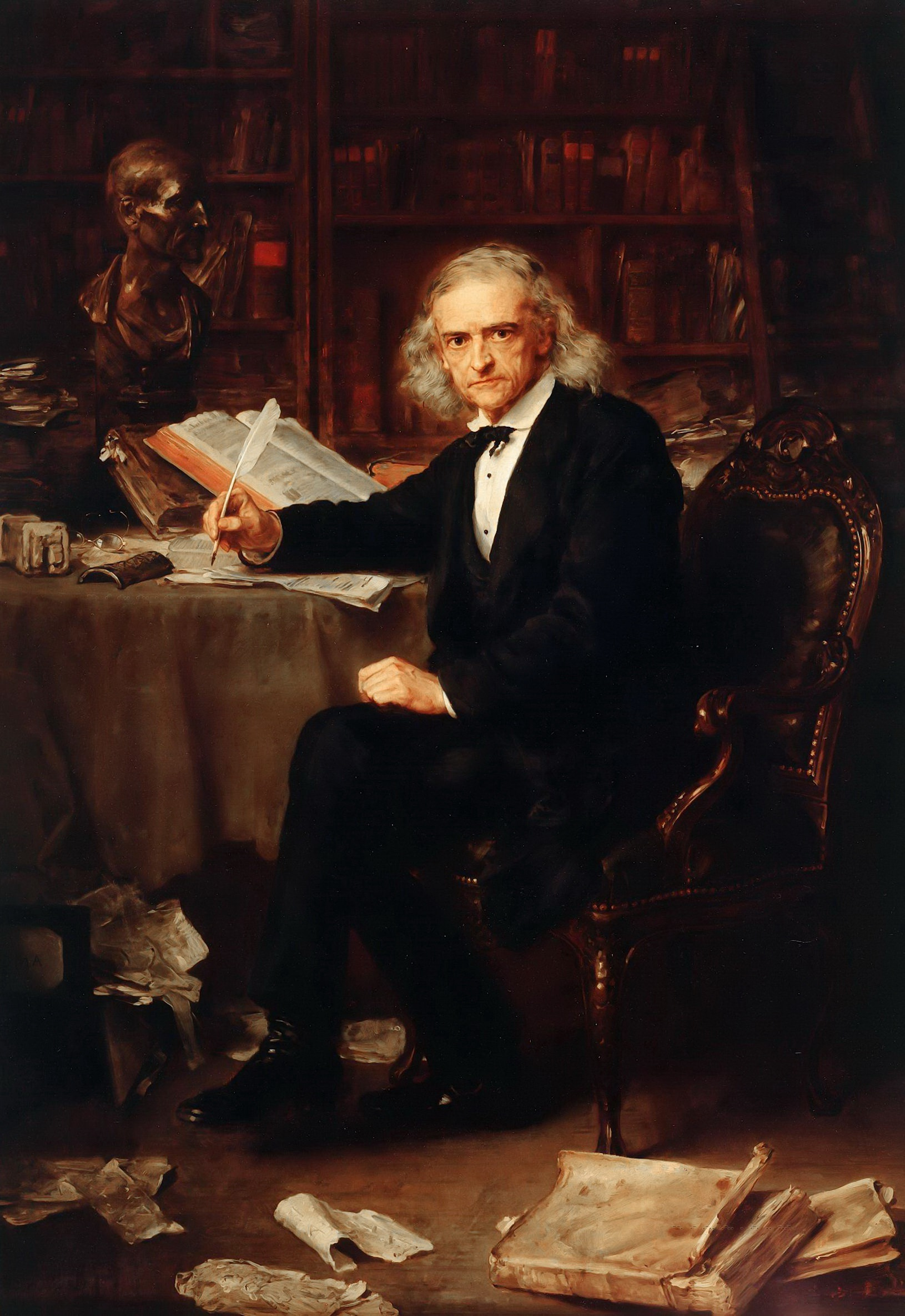
Theodor Mommsen, spietatamente critico nei confronti del Pratilli epigrafista

Sebbene i contemporanei e diverse fonti postume gli abbiano riconosciuto meriti e celebrità per le sue attività erudite, studi successivi hanno dimostrato come alcune delle fonti da lui riportate fossero in realtà dei falsi.
Tra le accuse di cui è stato oggetto, di particolare rilievo è quella di avere pubblicato false fonti epigrafiche e fonti primarie medievali completamente apocrife, sapientemente mescolate a quelle autentiche. Pratilli è stato del pari accusato di aver plagiato i cronisti medievali o di aver inventato di sana pianta degli avvenimenti, sostenendo di averli appresi da fonti che sarebbero andate disperse dopo che lui ne aveva preso visione.

### Chronicon Cavense
Un esempio di documento apocrifo è il cosiddetto Chronicon Cavense, o Annalista Salernitanus, (da non confondere con gli autentici Annales Cavenses). Pratilli lo aggiunse al IV volume della nuova edizione che egli volle dare all'opera Historia principum Langobardorum (Napoli, 1643), mescolandolo in questa raccolta di cronache genuine dell'Italia meridionale realizzata nel Seicento da Camillo Pellegrino. Il Chronicon Cavense, a lungo considerato autentico e degno di nota, nel 1847 è stato definitivamente relegato dalla filologia nel novero delle opere spurie, grazie all'accurata esegesi di Georg Heinrich Pertz e Rudolf Köpke. La fabbricazione del Chronicon Cavense è stata definita da Herbert Bloch come «la più audace falsificazione tra quelle compiute nel XVIII secolo».

### Cronaca d'Ubaldo
Un altro esempio notevole in tal senso è la cosiddetta Cronaca napoletana di Ubaldo (1751), smascherata solo nel 1855 dall'esegesi di Bartolommeo Capasso.
Le opere e i documenti apocrifi di Pratilli hanno avuto una notevole influenza sulla storiografia medievale successiva, con effetti negativi che studiosi come Nicola Acocella, Nicola Cilento e Herbert Bloch giudicano perduranti per tutto il periodo tra l'Ottocento e il Novecento. La gravità delle accuse nei confronti di Pratilli ha portato i citati Cilento e Bloch ad affermare che la figura di Pratilli è quella «di un morto che non è morto abbastanza».

### Attività in campo epigrafico
In campo epigrafico, la sua attività falsificatrice incontrò tra i critici più feroci il famoso storico e archeologo Theodor Mommsen, il quale, nel Corpus Inscriptionum Latinarum, si espresse sul Pratilli con un giudizio tranchant: "Sequitur qui infestavit et maculavit cum universam regni Neapolitani epigraphiam tum maxime litteratorum lapidum thesaurum Campanum Franciscus Maria Pratillius canonicus Capuanus".
Stante il giudizio negativo del Mommsen, nel Novecento sono state riconosciute come autentiche alcune iscrizioni epigrafiche latine riportate dal canonico capuano.

## Opere
- Della Via Appia riconosciuta e descritta da Roma a Brindisi, libri IV, Napoli 1745.
- Lettera ... indirizzata al sig. Antonio Chiariti in Napoli sull'interpretazione di una moneta di Re Guglielmo II per soprannome il Buon Monarca delle Due Sicilie.
- Di una nuova moneta del tiranno Giovanni lettera ... al signor Giannantonio Sergio, 1747.
- Di una moneta singolare del tiranno Giovanni, Napoli 1748.
- Vita di Camillo Pellegrino De monasterio Theanensi (nel vol. I della Historia principum Longobardorum di Camillo Pellegrino, Napoli 1749).
- Cronaca di Ubaldo (nel vol. III  della Historia principum Langobardorum, Napoli 1751).
- Chronicon Cavense (nel vol. IV  della Historia principum Langobardorum, Napoli 1753).
- De' consolari della provincia della Campania: dissertazione ... indiritta al signor Teofilo Mauri avvocato napoletano, Napoli 1757.
- Della origine della metropolia ecclesiastica della chiesa di Capoa, dissertazione ..., Napoli 1758.